# Ophryotrocha eutrophila
Ophryotrocha eutrophila är en ringmaskart som beskrevs av Wiklund, Glover och Dahlgren 2009. Ophryotrocha eutrophila ingår i släktet Ophryotrocha, och familjen Dorvilleidae. Arten är reproducerande i Sverige.